# Gloeostereum
Gloeostereum là một chi nấm trong họ Cyphellaceae, thuộc bộ Agaricales. Chi nấm này chỉ có một loài duy nhất là Gloeostereum incarnatum. Đây là loài bản địa của Trung Quốc và có thể ăn được.